# Pátek třináctého 4
Pátek třináctého 4 (v anglickém originále Friday the 13th: The Final Chapter) je americký hororový film z roku 1984, čtvrtý z hororové série Pátek třináctého. Ačkoli součástí názvu je "The Final Chapter" (česky "Poslední kapitola"), následovalo několik dalších pokračování. Součástí originálního názvu dalšího filmu je "A New Beginning" (česky "Nový začátek") a ve filmu se objevil nový vrah, ale protože tento film propadl u kritiky, v pokračování Pátek třináctého 6 se vrací vrah Jason Voorhees. Jde o nejhvězdněji obsazený díl z celé série.

## Děj
Den po událostech předchozího filmu jsou policisté a zdravotníci zaneprázdněni odstraňováním následků, včetně mrtvoly samotného vraha Jasona Voorheese. Když je jeho tělo doručeno do márnice, vyjde najevo, že vrah je stále naživu. Probudí se, zabije patologa Axela a zdravotní sestru Morgan a vydá se zpět ke Křišťálovému jezeru. Tam si skupina studentů (Paul, Sam, Sara, Doug, Ted a Jimmy) pronajala dům. Cestou na místo skupina narazí na hrob Pamely Voorheesové a na stopařku. Ta se stane další Jasonovou obětí, když je bodnuta do hrdla, zatímco jí banán. Vedle pronajatého domu bydlí rodina Jarvisových. Když skupina dorazí, potká Trish Jarvisovou a jejího mladšího bratra Tommyho. Následující den se spřátelí s dvojčaty Tinou a Terri, které rovněž v oblasti bydlí. Na večerní party pozve skupina také Trish. Když se Trish a Tommymu rozbije auto, potkají Roba, který jim pomůže a rychle se s nimi spřátelí.
Večer si skupina užívá na party doma. Čtyři chlapci a čtyři dívky mají rande, ale objeví se mezi nimi konflikty, když se některé páry změní. Během večera se ale objeví Jason a jednoho po druhém zabije. Sam se jde večer nahá koupat do jezera a zpod raftu je probodnuta. Když ji jde Paul ven hledat je zabit pomocí harpuny. Terri se rozhodne odejít dřív a jde ke svému kolu, ale je zabita oštěpem. Po sexu s Tinou se Jimmy rozhodne to oslavit lahví vína. Když hledá vývrtku, objeví se Jason a zabodnu mu vývrtku do ruky a pak použije sekáček na maso. Tinu Jason vytáhne v horním patře z okna a ta zemře při dopadu na auto. Opilý Ted sleduje staré pornografické filmy, přijde blíže k projekčnímu plátnu a skrz plátno je probodnut kuchyňským nožem. Když Sara odejde od Douga ze sprchy, Jason omlátí Dougovu hlavu o kachličky ve sprše. Pak zabije sekerou Saru, když se snaží utéct.
Trish a Tommy ve svém domě zjistí, že jejich matka je pryč, a tak jde Trish zavolat Roba, aby jim pomohl. Rob jí prozradí, že chce pomstít smrt své sestry Sandry Dyerové (zavražděna Jasonem ve druhém díle). Trish a Rob se s Gordonem (psem Jarvisových) vydají do vedlejšího domů, aby zjistili, co se děje. Tommy zůstane sám doma a najde Robovi články o Jasonovi. Ve vedlejším domě proskočí vyděšený Gordon oknem ve druhém patře. Jason zabije Roba a Trish uteče zpět do svého domu, aby varovala Tommyho. Po dlouhé honičce v domě a okolo něj si Tommy vyholí hlavu, aby vypadal jako Jason, což Jasona rozptýlí dostatečně dlouho na to, aby na něj mohla Trish zaútočit mačetou. Trish pak sundá Jasonovi jeho hokejovou masku a vyděšená jeho vzhledem upustí mačetu na zem. Tommy ji vezme a udeří s ní Jasona do hlavy. Jason pak spadne na zem, což způsobí, že se mačeta zařízne hlouběji do jeho hlavy. Když se Tommy a Trish objímají, Tommy zahlédne, jak se Jason hýbe. Tommy se rozčílí, popadne mačetu a několikrát brutálně Jasona sekne, zatímco Trish volá Tommyho jméno.
V poslední scéně filmu Tommy navštíví Trish v nemocnici a obejmou se. Věří, že jejich noční můra je u konce. Na konci se Tommy psychopatickým pohledem podívá do kamery.

### Alternativní konec
Alternativní konec, který obsahuje DVD Deluxe edice z roku 2009, obsahuje scénu, kde se Trish a Tommy den poté, co zabili Jasona, probudí za zvuku policejních sirén. Trish pošle Tommyho, aby zavolal policisty, kteří přijeli k vedlejšímu domu. V tom okamžiku si Trish všimne vody, která kape ze stropu a jde zjistit, co se děje. Vstoupí do koupelny a najde tělo ve vaně utopené tělo své matky. Oči paní Jarvisové se otevřou a Jason se objeví za Trish připravený udeřit. Trish se pak náhle probudí v nemocnici ve scéně připomínající první film. Režisér Zito v komentáři prozrazuje, že scéna byla vystřižena, protože nebyla v souladu s tím, že se jedná o poslední film série.

## Obsazení
| Kimberly Beck    | Trish Jarvisová         |
| Erich Anderson   | Bob Dyer                |
| Corey Feldman    | Tommy Jarvis            |
| Peter Barton     | Doug                    |
| Crispin Glover   | Jimmy                   |
| Alan Hayes       | Paul                    |
| Barbara Howard   | Sara                    |
| Lawrence Monoson | Ted                     |
| Joan Freeman     | paní Jarvisová          |
| Judie Aronson    | Samantha                |
| Camilla More     | Tina                    |
| Carey More       | Terri                   |
| Lisa Freeman     | zdravotní sestra Morgan |
| Bonnie Hellman   | stopařka                |
| Bruce Mahler     | Axel                    |
| Ted White        | Jason Voorhees          |